# Cubas historie
Cuba, den største ø i det Caribiske Hav, blev først beboet af to indfødte folk kendt som Taíno og Ciboney. Navnet Cuba er taino og er sammensat af coa (sted) og bana (fantastisk). Den 27 oktober 1492 så Christopher Columbus Cuba under sin første opdagelsesrejse til Amerika, og han erklærede øen spansk. Cuba blev en spansk koloni styret af en guvernør i Havanna, dog blev byen kort styret af det Engelske Kongerige før det igen kom på spanske hænder, efter at briterne byttede Cuba for Florida. En række oprør imod det spanske styre i det 19. århundrede mislykkedes. Derimod blev forholdet mellem USA og Spanien forværret så meget mod slutningen af 1800-tallet, at det førte til den spansk-amerikanske krig, som førte til Spaniens tilbagetrækning og gav Cuba formel uafhængighed.
Amerikansk handel dominerede Cuba i den første halvdel af det 20. århundrede, ligesom amerikansk indflydelse i Cubas politik var udbredt. I 1959 blev de facto leder Fulgencio Batista afsat og tvunget ud af landet af den Cubanske Revolution (hvoraf den største oprørsgruppe var ledet af Fidel Castro). Eksport af bevæbnede grupper, masse-likvideringer, overtrædelser af menneskerettigheder og ukompenserede konfiskeringer af land førte til landets totale adskillelse fra USA.
Efter revolutionen blev adskillige personer tidligere involveret i revolutionen likvideret eller sendt i eksil. En del personer forsvandt også fra landet. Selvom det er muligt at disse er flygtet, så er mange efter al sandsynlighed blevet “fjernet” fra øen. Sandsynligheden for at ideologien bag revolutionen kunne overleve under de nye omstændigheder var lille. På grund af USA’s handicappede forhold til Cuba fandt kapitalflugt sted i årerne efter revolutionen. En økonomisk krise var på vej og i et forsøg på at undgå krisen allierede de cubanske ledere sig med Sovjetunionen, og Castro erklærede landet for en socialistisk republik.

## Præ-Columbiansk Cuba

### Guanajatabeyes
De tidligste indbyggere på Cuba stammede fra Guanajatabey-folket  som kom til øen fra det syd-amerikanske hovedlands skove så tidligt som 5.300 f.Kr.
Guanajatabey-folket, som talte omkring 100.000 indbyggere, var jægere, samlere og landmænd. De dyrkede ”Cohiba” (tobak), som skulle vise sig at blive landets største eksportvare i nyere tid.
Den spanske erobrer Diego Velázquez de Cuéllar bemærkede senere, at Guanajatabeyes-folket "ikke havde huse eller byer og kun spiste det kød, de kunne finde i skovene, ligesom de spiste skildpadder og fisk."  Selvom Guanajatabeyes-folket er betragtet som uddødt, blev folket fejlagtigt betragtet som at have været en del af Ciboney-folket som beboede Antillerne i det Caribiske Hav. I senere tid har forskere foreslået, at Guanajatabeyes-folket kunne være kommet fra det sydlige USA, fordi artefakter fundet begge steder har adskillige træk til fælles. Nogle studier har tilskrevet disse første indbyggere udryddelsen af øens megafauna, hvilket inkluderer Kondorer, kæmpeugler og dovendyr, der levede på jorden.

### Taíno og Ciboney kultur
Spor tyder på at Guanajatabey-folket blev drevet mod den vestlige del af øen på grund af ankomsten af to andre grupper, Taíno og Ciboney. Disse to grupper er sommetider omtalt som Neo-Taíno nationer. De nyankomne folk havde bevæget sig nord på i den caribiske ø-kæde, og stammede oprindeligt fra Orinoco-deltaet i Venezuela. Disse grupper var forhistoriske folk I en tidsperiode hvor mennesker lavede værktøjer af sten, selvom de var bekendte med guld- (caona) og kobber-legeringer.
Taíno og Ciboney folkene var en del af en kulturel gruppe kaldet Arawak, som havde rødder langt ind i Sydamerika. Først beboede nyankommerne den østlige del af Baracoa før de spredte sig over hele øen. Den dominikanske præst og forfatter Bartolome de las Casas anslog at den cubanske befolkning havde nået 200.000 indbyggere i slutningen af det 15. århundrede. Taíno folket dyrkede yucca-rødder, som de brugte til at lave cassavabrød. De dyrkede også bomuld og tobak, ligesom de spiste majs og batater. Ifølge Las Casas, “havde de alt hvad de skulle bruge for at overleve; de havde mange afgrøder og de var vel organiserede”.

## Kolonitiden
Cuba blev opdaget den 28. oktober 1492 af Christoffer Columbus på dennes første rejse og blev af ham kaldt for Juana, men hverken dette navn eller dem, som senere blev givet øen (Fernandina, Santiago og Ave Maria), kunne fortrænge de indfødtes egen benævnelse. I datiden var Cuba delt i ni selvstændige riger under lige så mange kaziker. I 1511 udrustede Columbus' søn Diego en ekspedition under Diego Velasquez for at kolonisere øen, hvilken efter ubetydelig modstand erobredes, hvor efter flere større byer anlagdes og negerslaver indførtes.
Da Columbus opdagede øen, var den beboet af omkring en halv million indianere (skøn varierer mellem 200.000 og 1 million – det sidstnævnte skyldes biskop Las Casas), hvilke skildredes som milde og fredelige, i fysisk henseende spændstige, med behagelige træk. De ernærede sig overvejende af fisk, majs og frugt, dyrkede bomuld, majs, batater, tobak, ananas og maniok, fremstillede grove lerkar og våben af sten og havde ikke andre husdyr end hunden. De var ikke kannibaler som befolkningen på nogle andre vestindiske øer.

### Center for slaveriet
Allerede i 1520 var øen i en blomstrende tilstand. Men efter 1539 begyndte undertrykkelsen af indianerne, og allerede i 1560 var disse stort set udryddede. Fra denne tid aftog velstanden stadig mere, og filibusternes sørøverier fremkaldte stor usikkerhed på kysterne. Den gamle hovedstad, Santiago, blev opgivet til fordel for Habana, som i 1584 blev stærkt befæstet og i 1633 blev guvernørens sæde. Desuden forstyrredes øen ofte af englændere, franskmænd og hollændere. I 1762 erobredes Habana af englænderne, som i 1763 byttede det mod Florida. I 1717 blev tobakshandelen et statsmonopol, og i forbindelse dermed skete flere oprør, ligesom smugleriet steg voldsomt, hvilket samlet havde til følge, at monopolet i 1740 blev overdraget til nogle købmænd i Cadiz. Efter den engelske erobring blev handelen noget friere, og i 1783 blev taget nye skridt i denne retning. Fra 1773 var Habana centrum for slavehandelen i hele spansk Amerika. I 1777 blev Cuba et særskilt generalkapitanat. Gennem disse og lignende tiltag oplevede Cuba en høj grad af blomstring, men med den stigende velstand voksede tillige selvstændighedstrangen hos såvel de sorte som de hvide.
Den første folketælling blev foretaget i 1775 og gav til resultat 171.620 indbyggere.
For tiden 1521-1853 beregnes indførslen af sorte slaver til 644.000, deraf omkring 1/3 kvinder, hvortil kom under tiden 1853-80 over 200.,000 indsmuglede.

### Oprørstider
I 1812 indtrådte et farligt negeroprør, og senere forekom sådanne adskillige gange, blandt andet i 1848, da frigivelsen af slaverne i de nærliggende franske kolonier i Vestindien også på Cuba fremkaldte en rejsning, som kostede mange tusinde slaver livet. På denne tid viste det sig tillige, at et stærkt parti blandt kreolerne stræbte efter politisk forbindelse med USA, samt at nordamerikanerne, især slaveejerne i Sydstaterne, støttede disse bestræbelser. Flere gange blev opdaget sammensværgelser med dette mål, og i 1845 fremlagdes i senatet i Washington et forslag om at forhandlinger om Cubas afståelse skulle indledes med Spanien. Allerede i 1846 oprettedes et selskab, som tilbød den spanske regering 200 millioner dollars som betaling for Cuba. Den spanske ledelse afviste imidlertid dette tilbud, og en amerikansk friskare under oberst White gjorde sig da rede til at drage til øen, men den amerikanske regering forbød ekspeditionen i 1849.
I 1840-erne begyndte man at indføre kinesiske kulier, men dette ophørte i 1873, da kineserne i alt for stort antal bukkede under som følge af rejsens besværligheder og klimaet samt da de som arbejdskraft viste sig langt underlegne negrene; i 1877 udgjorde kinesernas antal 43.811, men i 1899 blot 14.863.
1849–1851 gjorde en kreol, Narciso Lopez, med sine friskarer flere angreb mod Cuba, men vandt kun ringe støtte på øen og blev til sidst tilfangetaget og henrettet den 1. september 1851. Men på trods af denne ulykkelige udgang udslukkedes interessen for Cuba langt fra inden for unionen. Ved at indskrænke slavehandelen og frigive en del negre i 1854 forsøgte man fra spansk side at vinde en modvægt mod slavestaternes annekteringsbegær, men dette voksede ved dette tiltag i stedet for at mindskes. England og Frankrig forsøgte forgæves at formå USA at garantere Spanien besiddelsen af øen. I 1856, da James Buchanan blev USAs præsident, forventede man et afgørende skridt, men de indre stridigheder og den amerikanske borgerkrig, som udbrød nogle år senere, trængte enhver tanke om en erobringspolitik i baggrunden. For de herskende klasser på Cuba bortfaldt tillige, da slavestaterne var blevet besejrede, den grund, på hvilken de tidligere havde følt sig dragne imod unionen.
Kort efter den spanske september-revolution i 1868 brød kreolernes modvilje mod moderlandets vilkårlige styrelse ud i et oprør under ledelse af advokaten Manuel Cespédes. Senere blev Quesada leder for insurgenterne, omkring 30.000, og da begyndte en guerillakrig, som bredte sig øver største delen af øen. Kreolerne krævede politisk ligestilling med moderlandet og tillige en mere lige skattefordeling, bedre forvaltning og frem for alt slaveriets afskaffelse. Men da den spanske regering nægtede at imødekomme reformpartiets fordringer, proklamerede dette parti i april 1869 Cubas selvstændighed og udnævnte Cespédes til præsident for den provisoriske regering. Kampen blev ført med hårdhed på begge sider, og store områder af Cuba blev ødelagte. Indtil 1876 skal denne kamp have kostet Spanien omkring 150.000 soldater. Efter carlistoprørets undertrykkelse i Spanien i 1876 blev general Martinez Campos sendt med forstærkninger til Cuba, og i maj 1878 formåede hans efterfølger, Jovellar, at betvinge den sidste modstand.
Efter oprørets betvingelse 1878 udfærdigedes den 3. juli samme år et kongeligt dekret, ifølge hvilket øen fik samme kommunale og provinsrepræsentation som moderlandet. En lov, som gav slaverne frihed, men forpligtede dem til at endnu i 8 år være aflønnede tjenere hos sine hidtidige herrer, udfærdigedes den 8. maj 1880, men ved et kongeligt dekret af 7. oktober 1886 ophævedes denne de tidligere slaveejeres patronatsret over negrene, og de slaver, som endnu ikke havde fået frihed, fik den nu. Et kongeligt dekret af 13. april 1881 befalede indførelse af den spanske forfatning, dog forblev øen under ledelse af den spanske kolonialminister og generalkaptajn og fik ingen egen lovgivning. Modviljen mod afhængigheden af Spanien var stor og udviklede sig hos kreolerne til et inderligt had. De så sig nemlig tilsidesatte, idet alle statsembeder og andre stillinger blev forbeholdt spaniolerne, som til egen fordel udsugede øen. Republikanske idéer vandt stadig mere tilslutning, og et parti virkede for Cubas løsrivelse fra moderlandet og tilslutning til USA. Af sådanne stridsspørgsmål næredes et stort oprør, som fra 1894 atter hjemsøgte øen. Urolighederne fortsatte, og der pustedes til ilden fra USAs side. I 1894 opsagde USA handelstraktaten med Spanien, hvoraf fulgte lave sukkerpriser, som næsten ganske ødelagde Cubas sukkerproduktion. Under disse forhold var et oprør nærmest givet. Under ledelse af Maximo Gomez og Antonio Maceo dannedes en sammensværgelse over hele øen. Forgæves sendtes i april 1895 marskalk Martinez Campos med betydelige stridskræfter dertil. Uden - trods nye hjælpekorps - at have kunnet blot begrænse rejsningen, vendte han i januar 1896 tilbage til Spanien og fik som sin efterfølger general Weyler, som havde ry for at have en ubøjelig vilje. USAs præsident Grover Cleveland tilbød sin mægling på grundlag af Cubas selvstyre, men det spanske folk afviste stolt Amerikas indblanding og viste sig rede til at yde nye ofre af mandskab og penge oveni dem, som oprøret allerede havde krævet. I april 1896 blev fra insurgenternes side opgivet, at deres styrke udgjorde 82.000 mand med 58 kanoner, og for omtrent halvdelens vedkommende bevæbnede med geværer af nyere konstruktion. Den spanske regering sendte i tiden marts 1895–april 1896 omkring 8.500 officerer, 112.000 mand og 143 kanoner til øen.

### Den spansk-amerikanske krig
Allerede under krigshandlingerne 1868-1878 fremstod José Martí som en ledende person, og han var allerede en folkehelt, da han i 1895 erklærede Spanien krig igen. Af handelsstrategiske grunde og i overensstemmelse med Monroedoktrinen gik USA med i krigen i 1898, og der efter var det spansk-amerikanske krig snart afsluttet. Krigen havde kostet 250.000-350.000 cubanere livet (befolkningen talte da omkring 1,5 millioner). Fredsaftalen blev underskrevet i Paris samme år.
Efter fredsslutningen styredes øen først af en midlertidig amerikansk guvernør. I 1900 sammentrådte en forsamling for at udarbejde en forfatning, og en sådan vedtoges 1901. Cuba blev der efter en republik, som dog kom til at stå i et vist afhængighedsforhold til USA. Den konstituerende forsamling havde ikke klargjort forholdet til USA, hvorfor USA's kongres tog sagen op og formulerede sine betingelser, at Cuba ikke skulle kunne overlade nogen tredje magt noget af sit landområde og ikke måtte optage statslån uden samtykke af USA, og at USA ligeledes skulle have ret til at have kulstationer på øen og til at gribe ind i republikkens styrelse i tilfælde af uroligheder. Da USA ikke ville trække sine tropper bort, før disse betingelser var antagne, måtte cubanerne gå ind på dem. Disse betingelser blev kendt som Platt Amendement (Platt-tillægget).

### Befolkningen omkring århundredeskiftet
I 1887 blev indbyggertallet opgjort til 1.631.687 personer, men udgjorde i 1899 kun 1.572.797 personer, svarende til en mindskning siden 1887 på 3,6 %. Af indbyggerne var 51,8 % mænd. Tages i betragtning at øen da næsten var uden industri (fraset den som knyttede sig til jordbruget), var bybefolkningen forholdsvis stor: 47,1 %, når alle byer ned til 1.000 indbyggere medregnes. De største byer var Habana (235.918 indbyggere), Santiago (43.090 indbyggere), Matanzas (36.374), Cienfuegos (30.038), Puerto Principe (25.102) og Cardenas (21.940 indbyggere). De hvide udgjorde 67,9% og de farvede, til hvilke regnedes ikke blot negre, mulatter og andre halvblods, men også kinesere, 32,1 %. De farvedes antal var faldet såvel absolut som relativt siden 1841, da de udgjorde 58,5 %. Næsten 26 % af dem var frie. 1899 var 89 % af indbyggerne fødte på øen, 8 % i Spanien og 3 % i andre lande (mest Kina og Afrika). Som i andre lande var den fremmede befolkning talrigest i byerne (næsten 1/3 af denne fandtes i Habana). Med hensyn til civilstand var det i 1899 påfaldende, at kun 15,7 % var lovformeligt gifte (20,4 % af den hvide, 6,1 % af den farvede befolkning).

### Næringsliv
Skønt kun 10 % af øen var opdyrket, var agerbruget hovednæringsvejen, i det 70 % af al indkomst stammede fra dette, og 90 %, når de industrier, som var baserede derpå, medregnes. Dets vigtigste produkter var sukker og tobak. Et svært afbræk led dyrkningen dels som følge af oprøret mod Spanien 1895–98, da både spanioler og cubanere brændte alle sukker- og tobaksarealer, dels på grund af sukkerprisens fald og, hvad tobakken angår, på grund af den alvorlige konkurrence fra Sumatra, Filippinerne og andre tobakslande. Sukker dyrkedes, næsten enerådende, i området mellem Habana, Cienfuegos og Remedios samt ved Puerto Principe og Nuevitas, tobak alene i Vuelta Abajo, det vil sige i provinsen Pinar del Rio samt ved Nipebugten på den nordøstlige del af øen. Desuden forekom begge afgrøder i området sydvest for Habana, omkring Santa Clara og Holguin samt ved Bayamo og Manzanillo. Af hele det dyrkede areal, som 1899 blev opgivet til 362.230 hektar (mod 550.000 hektar i 1895), var 165.680 hektar (47,3 %) tilplantede med sukkerrør og 32.700 hektar (9,3 %) med tobak. Mens høstudbyttet af sukker for årene 1891–1895 i gennemsnit var 915.200 ton, steg det 1896–1900 årligt til blot 190.600 ton, men var i 1903 steget til mere end 1 million ton. Tobakshøsten gav 1894 28 million kg, 1898 blot 4,4 million, 1903 atter 26 million. Sukkerplantagerne var store, men tobak dyrkedes der imod i småplantager (vegas 15.831 i 1899). Til bearbejdning af sukkerrøret fandtes i 1899 207 store fabrikker, så kaldte centrales, deraf 73 i provinsen Santa Clara, 72 i provinsen Matanzas og 42 i provinsen Santiago. Tobaksfabrikkerne var kun i Habana en storindustri (omkring 120). Af andre landbrugsprodukter udgjorde batater 11,3 % af det dyrkede areal, bananer 8,6 %, majs 7,3 %, kaffe 1,6 % (især i Sierra Maestra), kakaotræer og kokospalmer hver 1,4 % samt ris 0,5 % (alle opgivelser for 1899). Desuden dyrkedes europæiske sydfrugter, indigo og bomuld, sidstnævnte dog i ringe udstrækning. Storskoven blev beregnet til at udgøre 982.000 hektar, buskskoven 485.000 hektar. Dennes afkastning udgjorde 4,3 millioner kroner i 1901.
De store savanner egnede sig fortræffeligt til kvægavl. 1895 var antallet kreaturer 2,5 millioner samt heste, æsler og muldyr 965.000, men en stor del af dem gik tabt under krigen med Spanien. Amerikanerne lod under sin treårige forvaltning indføre en stor mængde kreaturer således, at Cuba i september 1903 havde 197.670 heste, 34.841 æsler og muldyr samt 1.456.000 kreaturer.
Bjergværksdriften var ubetydelig og indskrænkede sig efter, at kobberbrydningen i El Cobre i 1868 ophørte, hovedsagelig til brydning af jernmalm (i 1901 for 2,07 million kroner) samt noget mangan og lidt kobber, lige som salt blev produceret.
Industrien var begrænset til fremstilling af sukker, melasse, rom, cigarer og cigaretter.
Jernbanerne havde i 1903 en længde på 2.386 km.
Udenrigshandelen nåede i 1903 63,05 million dollars i import og 78,49 million dollars i eksport. De vigtigste eksportvarers værdi var dette år: sukker og melasse næsten 42 millioner dollars., tobak 26 millioner, frugt 2,9 millioner og mineraler 1,9 millioner dollars. Handelsomsætningen var størst med USA (25,7 million import, 60 million eksport), dernæst fulgte England (med henholdsvis 10,8 og 6,6), Spanien (9,1 og 1,3), Tyskland (3,9 og 5,3) og Frankrig (3,4 og l,1). Fra udlandet indkom i 1903 4.037 skibe på 5,35 million ton, og til udlandet afgik 3.973 skibe på 5,31 million ton.
Budgettet for 1905-06 satte indkomsterne til 19,7 million dollars (deraf toldafgifter 17,8) og udgifterne til 19,14 million (deraf 6 million til forvaltningen, 3,9 million til undervisning, 4,8 million til almene arbejder). Efter som den cubanske republik ikke anerkendte de af den spanske regering gjorde gældsforpligtelser, var den uden statsgæld.

### Mål, vægt og møntfod
Både spanske, engelske og amerikanske mål og vægt var i brug og såvel spansk som amerikansk møntfod, idet 1 peso sattes til 0,6, 1 peseta til 0,12, 1 real til 0,06 dollar.

## Selvstændig republik på amerikanske vilkår
I 1902 overtog Tomas Estrada Palma officielt regeringen som Cubas første præsident. I 1903 sluttedes en handelstraktat med USA, hvorved der tilstodes store gensidige toldnedsættelser. Forholdene i landet var imidlertid kaotiske, idet er foregik omfattende partikampe mellem magtlystne grupperinger, og regeringspartiet tillod omfattende valgsvindel ved valgene, hvilket fik oppositionen til at true med revolution. I 1906 udbrød imidlertid et åbent oprør, og da den cubanske regering ikke kunne dæmpe det, måtte præsidenten Estrada Palma overdrage styrelsen til USA. Den amerikanske præsidenten Theodore Roosevelt sendte de amerikanske kabinetsministre William Howard Taft og Bacon for at mægle en fred. Snart tilkaldte de militære styrker, Estrada Palma måtte træde tilbage, og den 29. september overtog Taft som provisorisk regent Cubas ledelse for den tid, som kunne kræves for at genoprette ro og orden samt almindelig tillid. Oprørerne nedlagde omgående deres våben, og allerede i oktober kunne Taft vende tilbage til USA efter at have overdraget ledelsen af den provisoriske styrelse til Charles E. Magoon, der var tidligere guvernør over Panamakanalzonen. Den provisoriske regering gennemførte en række tiltag for at komplementere loven om præcisering af præsidentens rettigheder, reformering af provinsforvaltning og domstolsvæsenet med mere. Da ordnede forhold blev ansete for fuldt genoprettede, blev udråbt nyvalg til præsident og kongres, og den 28. januar 1909 blev Cubas styrelse atter overdraget til indenlandske myndigheder, lige som de amerikanske tropper forlod øen.
Den nye præsident José Miguel Gómez (1909–1913) tilhørte det liberale parti og måtte undertiden bekæmpe lokale uroligheder, blandt andet et negeroprør i 1912. Hans efterfølger, den konservative general Mario G. Menocal (1913–1921) opretholdt med styrke ro og orden, han forbedrede skolevæsenet og sundhedsvæsenet samt fik gennemført betydelige investeringer i samfærdslens forbedring og udvikling af landets naturlige ressourcer. Gyldigheden af hans genvalg i 1916 blev imidlertid bestridt af de liberale under den tidligere præsident Gómez’ ledelse, men dennes revolutionsforsøg mislykkedes.
Under 1. verdenskrig erklærede Cuba den 7. april 1917 krig mod Tyskland, og i 1918 blev indført almindelig værnepligt. Normale forbindelser med Tyskland blev genoprettede i oktober 1920. En ny, under amerikansk medvirken udarbejdet valglov af 1919 tillempedes første gang ved præsidentvalget i november 1920, hvor Gómez var liberal kandidat og hans tidligere vicepræsident, doktor Alfredo Zayas, var kandidat for et af de konservative understøttet nationalt samlingsparti. Efter langvarige tvister om valgsvindel erklæredes Zayas valgt og tiltrådte den 20. maj 1921 sit embede. Kongressens langsommelighed ved behandlingen af en del påtrængende reformspørgsmål fremkaldte i 1922 nye advarsler fra amerikansk side.

### Økonomisk udvikling
Amerikanske forretningsfolk søgte efter selvstændigheden til Cuba og indrettede jordbruget på sukkerdyrkning, hvorved en monokultur opstod; i 1920 udgjorde sukkereksporten 88,6 %, og landet blev derved helt afhængig af både USA's handel og af sukkerproduktionen. 1919–20 var 560.392 hektar tilplantede med sukkerrør, og samme år fandtes 192 sukkerfabrikker. Sukkerproduktionen var 3,7 millioner ton med en værdi af 1.005.45 million dollars. Tobaksprodukterne skønnedes at have en værdi på 2.37 millioner dollars samme år, og 1918–19 eksporteredes 135,29 millioner cigarer og 9,04 millioner æsker cigarretter. Honningshøsten var 8,41 millioner hektoliter og havde en skønnet værdi på 5,55 millioner dollars 1919–20. Produktionen af rom var 522,318 hektoliter til en værdi af 4,94 millioner dollars og af sprit 262,612 hektoliter til en værdi af 2,82 millioner dollars i 1919. Husdyrholdet var 3,97 millioner stykker kvæg, 779.496 heste og 64.570 muldyr samme år. Statsskovene omfattede omkring 1,76 millioner hektar. Råstofudvindingsområder omfattede 370.566 hektar, hvoraf jernmalm 164.889 hektar, kobbermalm 100.411 hektar, olie 41.426 hektar, manganmalm 17.144 hektar og asfalt 14.753 hektar. I 1920 fandtes på Cuba 314 handelsvirksomheder med 229,7 millioner dollars egenkapital.

### Befolkningsudvikling
I 1919 udgjorde indbyggertallet 2.899.705 personer, hvilket var en vækst på næsten 84 % på 20 år. Af befolkningen var 74,3 % hvide og 25,7 %
farvede. Opgjort på delområder var billedet således:
| Delområde                  | Km2    | Indbyggere | indb/Km2 |
| -------------------------- | ------ | ---------- | -------- |
| Camagüey (Puerto Principe) | 26.098 | 228.913    | 8,7      |
| Habana                     | 8.221  | 698.383    | 85       |
| Matanzas                   | 8.444  | 312.704    | 38       |
| Oriente                    | 36.850 | 735.810    | 20       |
| Pinar del Rio              | 13.500 | 266.198    | 20       |
| Santa Clara                | 21.411 | 657.697    | 31       |

De største byer var Habana, Guantánamo, Santa Clara, Manzanillo, Pinar del Rio, Sancti Spiritus og Trinidad, der alle havde over 40.000 indbyggere. Immigrationen var meget stor og talte i 1919 80.448 personer, hvoraf 39.573 fra Spanien, 24.187 fra Jamaica, 10.044 fra Haiti, 1.236 var kinesere, 1.227 var nordamerikanere og 1.005 fra Puerto Rico. Emigranternes antal var i 1917 71.599 personer.
Folkeskoleundervisningen gik stærkt frem. Statsskoler havde 334.671 elever og 6.151 lærere i 1919; samme år oprettedes 223 nye skoler.

## Cuba under Fulgencio Batista
Da USA blev ramt af en finanskrise i 1929, fik dette om muligt i endnu stærkere indflydelse på den cubanske økonomi, og den alvorlige økonomisk depression forstærkede oppositionen mod præsidenten Gerardo Machado y Morales. Han blev tvunget til at træde tilbage i 1933 og blev erstattet med amerikansk samtykke af en ny præsident, Carlos Manuel de Céspedes. Céspedes' samvirke med USA anvendtes af Fulgenico Batista som begrundelse for at gøre et militærkup mod denne, hvorunder Batista fik støtte fra studenterne. Ramón Grau San Martin indsattes som regeringschef og gennemførte en række sociale reformer, men Batista var landets egentlige leder. Parallelt fandtes en kommunistisk oprørsbevægelse, som ville gennemføre en egen politisk linje. Batista og San Martin sloges mod kommunisterne og blev modarbejdede af USA, men med trussel om et amerikansk angreb blev San Martin tvunget til at flygte og Batista til at ændre politisk holdning over for USA.
I 1940 indførte Batista en ny forfatning, hvorved almindelige valg skulle afholdes. Han vandt der efter ved præsidentvalget, men under overfladen var der alvorlige problemer, blandt andet problemerne med kommunisterne og en alvorlig korruption inden for administrationen. I kampen mod kommunisterne stillede studenterne sig på regeringens side, og kommunisterne stillede sig på USA's. Den 10. marts 1952 tog Batista magten ved et ublodigt statskup og blev anmeldt til forfatningsdomstolen af en ung advokat, Fidel Castro. Efter at have fejlet ved at ad lovlig vej slippe af med Batista, forsøgte Castro at gennemføre et kup mod et militært anlæg, hvilket ligeledes mislykkedes. Han blev fængslet og erklærede under retssagen: "Historien vil frikende mig".
Batistas styre er blevet betegnet som "et vælde af skurke og banditter", især fordi Miamis underverden i stor udstrækning søgte dertil og på grund af den omfattende bordelvirksomhed. Styret efter 1952 prægedes også af udbredt censur, terror og undtagelsestilstand. Oplysningerne om Cubas BNP per indbygger forud for revolutionen varierer mellem cirka 1.700 og 2.700; i alle tilfælde tilhørte Cuba da de i særklasse rigeste lande i området. Sundhedsvæsenet var veludviklet med 1.000 indbyggere per læge, forholdsvis lav spædbarnsdødelighed og fri sygepleje, men sygehuse fandtes kun i byerne, og for befolkningen på landet var sundhedsplejen i praksis meget mangelfuld, dyr og geografisk fjern.

## Cuba under Fidel Castro (1959-2008)
I 1955 opstod en væbnet modstandsbevægelse mod Batistas styre i landets bjergegne og skovområder ledet af Fidel Castro, som ankom til øen fra Mexiko dette år efter at være blevet frigivet under en almindelig amnesti. På samme tid, 1957-1958, brød USA sine venskabelige forbindelser med Batista og stoppede sidst nævnte år med at eksportere våben til ham, for at senere samme år igen støtte den siddende regering. Lederne af Den cubanske revolution tog magten efter, at Batista var flygtet fra landet i januar 1959, hvorefter Castro dannede en regering med sine guerillasoldater. Omkring 700 Batista-trofaste personer dømtes til døden og henrettedes, og 110 præster fra den romersk-katolske kirke blev udvist.
Det var da ukendt hvilken ideologi, Castros regering ville vedkende sig. Sikkert var, at Castro var antiamerikansk og politisk venstreorienteret, men lige til 1961 var det både i østblokken og Det Hvide Hus uklart, hvorvidt den nye regering på Cuba ville bekende sig til den marxistiske socialisme og dermed blive forbundsfælle med Sovjetunionen, eller om den blot var nationalistisk-revolutionær. En grund til tvivlen om Castros socialisme var, at han - modsat praktisk talt samtlige andre socialistiske stater - altid opretholdt diplomatiske forbindelser med Franco i Spanien.

### Indenrigspolitik
Som ansvarlig for landets økonomi satte Castro Che Guevara. Selv var han frem til 1976 regeringschef for der efter at blive præsident; i praksis var han fra 1959 Cubas uomtvistelige leder og ansigt udadtil. Blandt de første indenrigspolitiske aktioner, som det nye styre gennemførte, var i 1959 at konfiskere amerikansk ejendom i landet, først og fremmest sukkerplantager og 90 % af mineindustrien, et skridt som sammenlagt indebar et erstatningskrav på en milliard amerikanske dollar. Men udbetaling af erstatning til de ramte trak ud. At Cuba i 1961 sluttede sig til Sovjetunionen bliver undertiden forklaret med, at USA i juli 1960 ophørte med at købe cubansk sukker som repressalie - Cubas vigtigste eksportvare som ifølge aftale med de amerikanske plantageejere oversteg verdensmarkedspriserne med 50 %. Sovjet greb i denne situation ind og opkøbte sukkerhøsten og gav Cuba krediter. I december 1961 erklærede Castro, at han tilsluttede sig marxisme-leninismen, økonomien begyndte at blive styret efter fireårsplaner, jordbruget, industrien og al handel nationaliseredes, og Cuba blev en socialistisk etpartistat. Sovjetunionen blev yderst vigtig for landets økonomiske overlevelse, da de ved USA's handelsembargo mod Cuba i 1962 overtog handelen med landet. Samme år indtraf den så kaldte Cubakrise efter, at Sovjetunionen ville placere strategiske missiler på øen som en del af Den kolde krig. Under Guevaras økonomiske ledelse led landet under alvorlige økonomiska kriser, hvilket han selv åbent erkendte om i interviews; Cubas økonomiske vækst var i 1960-erne en af de laveste i Latinamerika. Centralt i den castroske politik var at skabe hombre nuevo, "det nye menneske", en socialistisk sindet kollektivskabning, uimodtagelig for økonomiske gevinster som ikke længere skulle være samfundets drivkraft, og politikken gik ud på at i stedet løse produktionsproblemer med estímulo moral, "moralske stimuli". I 1961, "uddannelsens år", gennemførtes en omfattende kamp mod analfabetisme, som sank fra 23,6% til 3,9% ifølge offentlig statistik. Uddannelse frem til universitetet blev gratis, og for universitetsstudier indførtes stipendier. Befolkningen skulle opdrages til at føle ansvar for landets økonomi gennem medindflydelse på sine arbejdspladser. I 1971 var regeringen dog kommet til den opfattelse, at demokratiseringsbestræbelserne måtte kompletteres med en lav om arbejdspligt: at være arbejdsduelig men mangle arbejde blev dermed ulovligt. I al kriminalitetsbekæmpelse på Cuba var straffen indrettet mod "politisk omskoling".

### Etpartistyre og politiske flygtninge
Som en konsekvens af at Cuba var en etpartistat blev al politisk opposition forbudt. At bekæmpe statens politik eller kommunistpartiet i handling blev strafbart, og anderledes tænkende fik tilbud om at forlade landet, fraset mænd i den værnepligtige alder, læger og andre erhvervsgrupper, som landet led mangel på. I 1971 havde derved en halv million indbyggere forladt Cuba, men det året afskaffedes muligheden for lovligt at emigrere. I midten af 1960-erne udgjorde ifølge officielle cubanske oplysninger antallet af politiske fanger til 25.000. Omkring halvdelen af landets læger flygtede det første årti, ligesom næsten alle medicinske professorer. I 1980 efterkom Castro Jimmy Carters opfordring til at lade de cubanere, som ønskede det, få lov til at komme til USA, og 125.000 cubanere ankom der efter med båd under en kort periode til Miami, hvor den cubanske befolkning allerede udgjorde omkring 600.000 personer. Sammenlagt er omkring 2 millioner cubanere flygtet siden 1959, heraf bor 75 % i USA, og af en befolkning på 10 millioner.

### Næringsliv
I 1965 fandtes i alt 2,53 millioner sysselsatte, heraf i landbruget 39%.
Det samlede landbrugsareal blev i 1963 opgjort til 42.526 km2. Høsten i 1967 var fordelt på 40.000.000 ton sukkerrør, batat og yams 230.000 ton, maniok 200.000 ton, majs 120.000 ton, tomat 110.000 ton, kartofler 93.000 ton, ris 93.000 ton, hirse 27.000 ton. Desuden blev høstet 167.000 appelsiner og andre citrusfrugter, 100.000 tons ananas og 60.000 tons bananer. Husdyrholdet 1966/67 udgjorde 550.000 heste, 29.000 muldyr, 3.000 æsler, 6.750.000 stykker kvæg, 1.900.000 svin, 230.000 får, 220.000 geder og 7.600.000 stykker fjerkræ.
Skovbruget omfattede mahogni og cedertræ som de vigtigste træsorter. 2/3 af skovhugsten blev anvendt til brændsel.
Fiskeriet blev i 1967 opgjort til 63.300 ton.
Minedriften var i 1967 10.800 ton krom, 99.000 ton råolie og 100.000 ton salt og i 1966 5.400 ton kobber, 31.000 ton mangan, 25.977 ton nikkel, 14.000 ton svovl.
Industrien, der stort set var nationaliseret, talte i 1967 982 fabrikker med samlet 123.000 ansatte, modsvarende 90% af industriproduktionen.

### Handelspolitik
Fra revolutionen frem til østblokkens sammenbrud havde Cuba et nært samarbejde med de østeuropæiske lande. Ifølge USA's udenrigsdepartement udgjorde den sovjetiske bistand til Cuba i 1981 8 millioner amerikanske dollar per dag, men det skøn er blevet bestridt af Castro, som mener, at dette beløb også medregner al handel. At Cuba siden bruddet med USA var fuldstændigt afhængigt af handelen med Sovjetunionen var dog ubestrideligt, lige som landet åbent tog imod våben derfra. Trods dette var Cuba fortsat beroende også af anden udenlandsk bistand, især fra FN, og regnedes som et uland.
Cubas import udgjorde i 1965 860 millioner $, eksport 685 millioner $. Som følge af vestlig eksport fra de fleste vestlige lande (Canada og Mexico dog undtagne) var Cubas samhandel rettet mod kommunistiske lande: SSSR 270 millioner $, Kina 117 millioner $, DDR 25 millioner $, Polen 22 millioner $, Rumænien 11 millioner $, Ungarn 10 millioner $, Bulgarien 7 millioner $. Samlet stod disse lande for 70% af Cubas udenrigshandel.
Til trods for Cubas økonomiske afhængighed af Sovjetunionen balancerede landet i sin udenrigspolitik mellem SSSR og Kina og bevarede derved en forholdsvis stor politik manøvreevne.

### Udenrigspolitik
Cuba støttede flere væbnede socialistiske grupper, som gjorde modstand mod koloniale styrer, som FLN i Algeriet, Vietnam, Congo, Venezuela og Bolivia, og landet var fra begyndelsen i 1961 medlem af Den tredje verdens De alliancefrie landes bevægelse. I 1966 dannees Tricontinentalrørelsen på Cuba, som skulle virke for en verdensomspændende revolution, og omtrent samtidig dannedes den Latinamerikanske solidaritetsorganisation i Havanna af samme grund. I begge tilfælde var regeringen en drivende kraft bag. Efter Che Guevaras død nedtonedes guerillastretegien noget, men endnu i 1980-erne var Cuba den største krigsmagt i Afrika bortset fra afrikanerne selv. I 1980 havde Cuba ifølge Castro 50.000 civile og militære udenlands, der i blandt 1.500 læger og over 100.000 soldater havde indtil da udenlands "gennemført internationalistiske opgaver".

### Al magt til Fidel Castro
Den 24. februar 1976 antoges en ny grundlov, og statsledelsen gennemgik store forandringer. Semipræsidentialismen erstattedes af fuld præsidentialisme, hvorved statschefen tillige blev regeringschef. I forbindelse dermed samledes magten formelt hos Fidel Castro, som da blev præsident.
Dent økonomiske støtte fra Sovjetunionen forsvandt ved Sovjetunionens og østblokkens opløsning i 1991, hvilket sammen med blandt andet svær tørke bevirkede en kraftig økonomisk nedgang og udenrigspolitisk isolering. I 1992 indførtes direkte valg til nationalforsamlingen men med kommunistpartiet som eneste tilladte parti.
Flugten fra det autoritære og stagnerende land fortsatte, blandt andre forlod en datter af Castro Cuba i 1993.
I februar 2008 meddelte Fidel Castro, at han ikke ville stille op til flere genvalg, og den 24. februar valgte nationalforsamlingen hans yngre broder Raúl Castro til ny præsident.